# Parque Olímpico de Deodoro

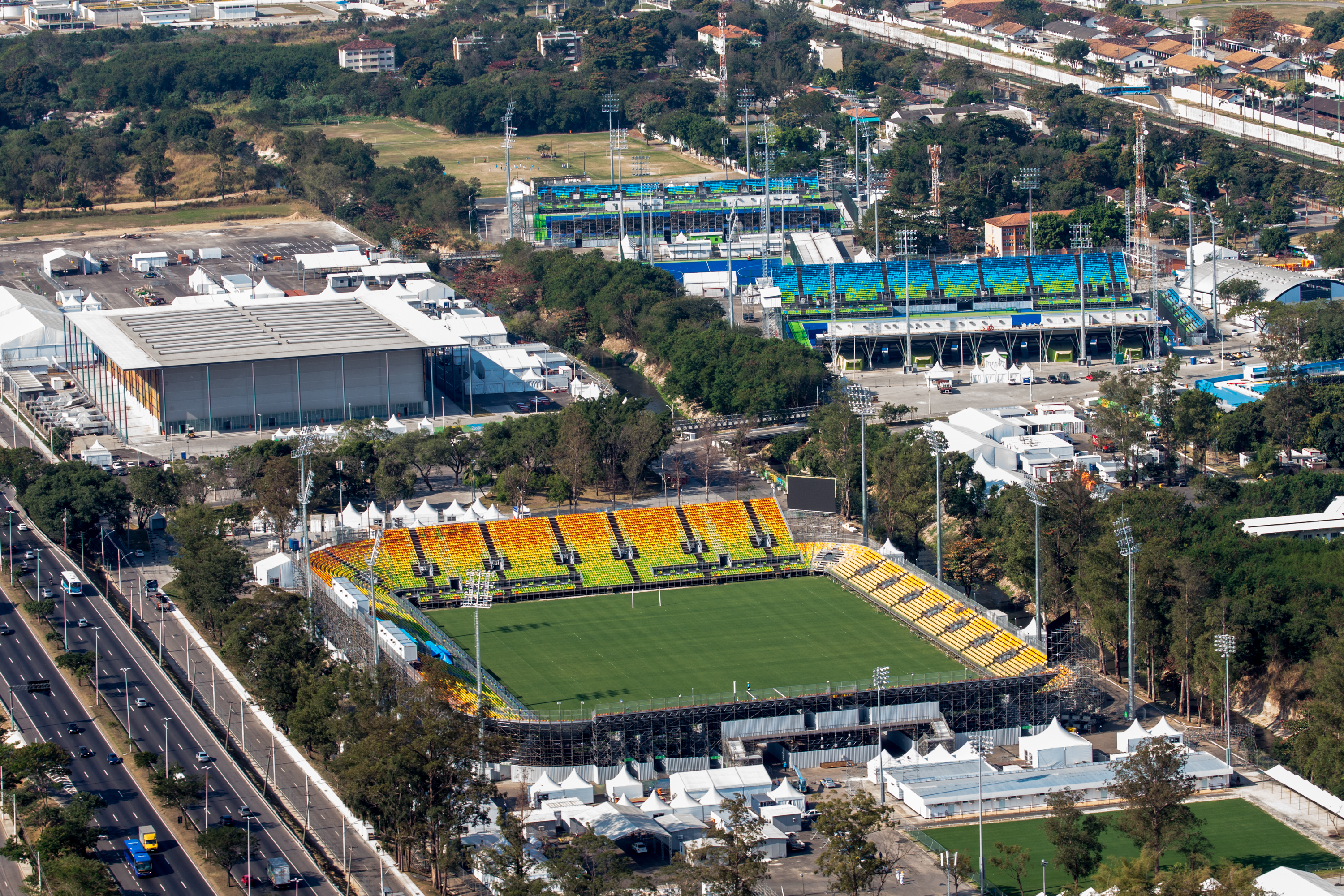
Visión general, con el Estadio de Deodoro (escenario del rugby), el Centro Olímpico de Hockey y la Arena de la Juventud.

El Parque Olímpico de Deodoro o Parque Radical de Río es un complejo deportivo ubicado en el barrio de Deodoro, en Río de Janeiro, Brasil. Fue inaugurado el 23 de diciembre de 2015, y albergó distintos eventos deportivos del programa de los XXXI Juegos Olímpicos y XV Juegos Paralímpicos de verano, que se realizaron entre agosto y septiembre de 2016.

## Instalaciones
El complejo, que se encuentra en la Región Deodoro, comprende:
| Centro Nacional de Hipismo                                    |  | Equitación, adiestramiento y salto     | Equitación                 |
| Centro Nacional de Tiro                                       |  | Tiro deportivo olímpico                | Tiro deportivo paralímpico |
| Arena de Deodoro                                              |  | Baloncesto, esgrima, pentatlón moderno | Esgrima en silla de ruedas |
| Centro Olímpico de Hockey                                     |  | Hockey sobre césped                    |                            |
| Estadio de Deodoro                                            |  | Rugby 7                                | Fútbol 7                   |
| Parque Olímpico de Mountain Bike*                             |  | Bicicleta de montaña                   | -                          |
| Estadio Olímpico de Canotaje Slalom*                          |  | Piragüismo en eslalon                  | -                          |
| Centro Olímpico de BMX*                                       |  | Ciclismo BMX                           | -                          |
| Centro Acuático de Deodoro                                    |  | Pentatlón moderno                      |                            |
| * Instalación localizada en el antiguo Parque Radical de Río. |  |                                        |                            |

Después de los Juegos Olímpicos, las instalaciones de canotaje y BMX se mantendrán como espacios públicos de recreación para la población carioca. Solo la zona usada para la competición de BMX será reintegrada al Ejército, que cedió el terreno.